# Pleurothallis sirene
Pleurothallis sirene är en orkidéart som beskrevs av Heinrich Gustav Reichenbach. Pleurothallis sirene ingår i släktet Pleurothallis och familjen orkidéer. Inga underarter finns listade i Catalogue of Life.

## Bildgalleri

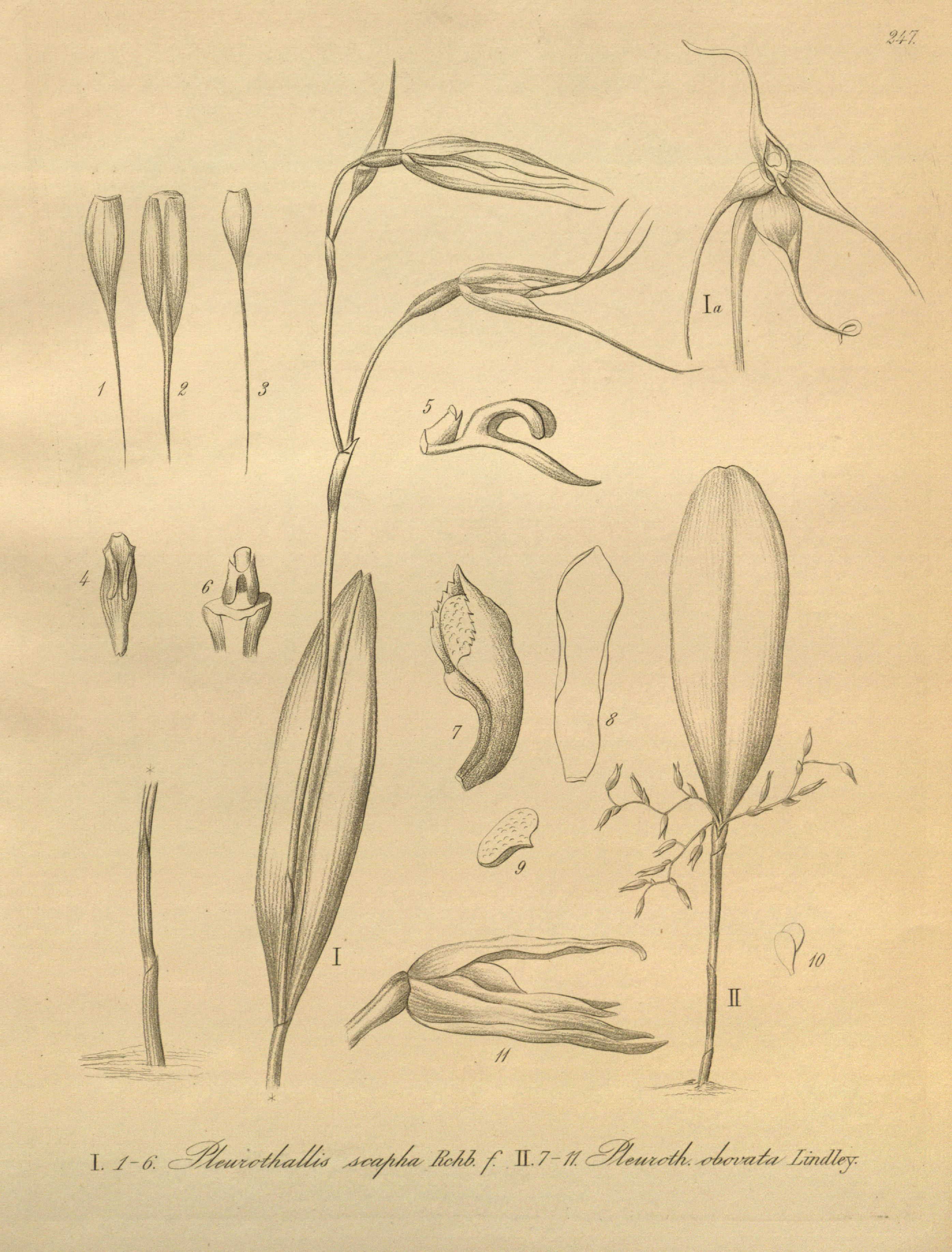